# Interporto Futebol Clube
L'Interporto Futebol Clube és un club de futbol brasiler de la ciutat de Porto Nacional a l'estat de Tocantins.

## Història
El club va ser fundat el 13 de juny de 1990. Guanyà la Copa Tocantins el 1998, el Campionat tocantinense el 1999, i el Campionat tocantinense de Segona Divisió el 2009.

## Estadi
El club disputa els seus partits com a local a l'Estadi General Sampaio. Té una capacitat màxima per a 2.000 espectadors.

## Palmarès
- Campionat tocantinense:
  - 1999, 2013

- Campionat tocantinense de Segona Divisió:
  - 2009

- Copa Tocantins:
  - 1998